# 潘-瑞斯塔雷
潘-瑞斯塔雷（法語：Pins-Justaret，法語發音：[pɛ̃ ʒystaʁɛ]）是法国上加龙省的一个市镇，属于米雷区。

## 地理
潘-瑞斯塔雷（43°28'47"N, 1°23'0"E）面积4.51 平方千米，位于法国奧克西塔尼大區上加龙省，该省份为法国西南部内陆省份，西南端与西班牙接壤，自此顺时针与上比利牛斯省、热尔省、塔恩-加龙省、塔恩省、奥德省和阿列日省接壤。
与潘-瑞斯塔雷接壤的市镇（或旧市镇、城区）包括：潘萨盖勒、瓜朗、莱兹河畔拉巴特、罗凯特、索邦斯、维拉特、拉克鲁瓦-法尔加德。
潘-瑞斯塔雷的时区为UTC+01:00、UTC+02:00（夏令时）。

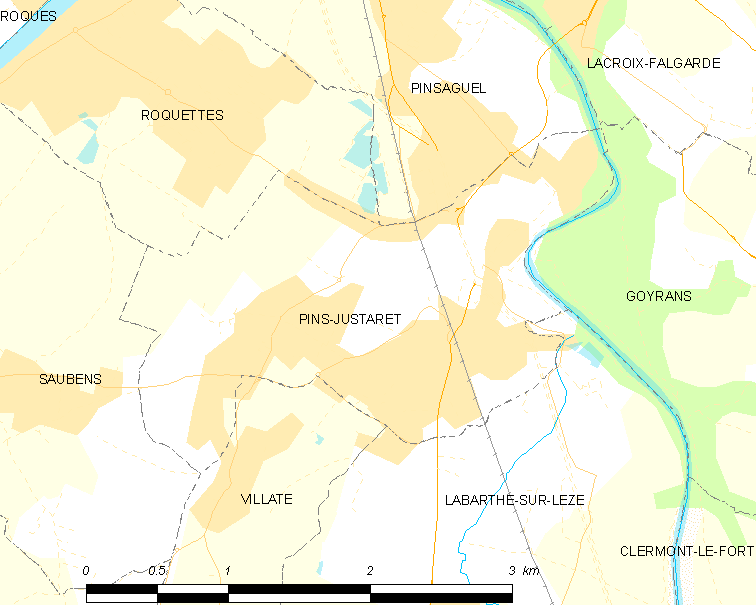
潘-瑞斯塔雷的OSM定位图

## 行政
潘-瑞斯塔雷的邮政编码为31860，INSEE市镇编码为31421。

## 政治
潘-瑞斯塔雷所属的省级选区为加龙河畔波尔泰县。

## 人口

1962-2008年间潘-瑞斯塔雷人口变化图示

潘-瑞斯塔雷于2022年1月1日时的人口数量为4377人。